# Er Rachidia
Er Rachidia este un oraș în Maroc.
Se află la o altitudine de 1.009 m deasupra nivelului mării. Populația este de 97.687 locuitori, determinată în 2024, prin recensământ.

## Populația
| Anul      | 1994   | 2004   | 2014   |
| Locuitori | 62.542 | 76.759 | 92.374 |

## Personalități
- Meir Sheetrit, politician